# Koreanisches Militärordinariat
Das Koreanische Militärordinariat ist das Militärordinariat über Nord- und Südkorea, welches zuständig ist für die Koreanische Volksarmee (Nordkorea) und die Streitkräfte der Republik Korea (Südkorea). Aufgrund der Isolationspolitik Nordkoreas beschränkt sich faktisch aber die Zuständigkeit des Ordinariats auf den südkoreanischen Bereich.

## Geschichte
Das Militärordinariat betreut Angehörige der Streitkräfte des Landes, katholischer Konfessionszugehörigkeit, seelsorgerisch. Es wurde durch Papst Johannes Paul II. am 22. November 1983 zunächst als Militärvikariat errichtet; am 23. Oktober 1989 wurde es Militärordinariat. Nach gegenseitigem Beschluss zwischen dem Heiligen Stuhl und Südkorea befindet sich der Sitz des Militärordinariats in Seoul.
| Militärbischöfe in Nord- und Südkorea |                              |                              |                    |                  |
| Nr.                                   | Name                         | Amt                          | von                | bis              |
| 1                                     | Angelo Kim Nam-su            | Bischof von Suwon            | 22. November 1983  | 23. Oktober 1989 |
| 2                                     | Augustine Cheong Myong-jo    | Titularbischof von Tubulbaca | 23. Oktober 1989   | 5. November 1998 |
| 3                                     | Peter Lee Ki-heon            |                              | 29. Oktober 1999   | 26. Februar 2010 |
| 4                                     | Francis Xavier Yu Soo-il OFM |                              | 15. September 2010 | 2. Februar 2021  |
| 5                                     | Titus Seo Sang-Bum           |                              | 2. Februar 2021    |                  |